# مارینو سانودو
مارینو سانودو (انگلیسی: Marino Sanuto the Younger; ۲۲ ژوئن ۱۴۶۶ – ۴ آوریل ۱۵۳۶) مورخ، سیاستمدار، و نویسنده اهل جمهوری ونیز بود.